# Erland Nordenskiöld
Nils Erland Herbert Nordenskiöld (født 19. juli 1877 i Stockholm, død 5. juli 1932 i Göteborg) var en svensk friherre, forskningsrejsende og etnograf, søn af Adolf Erik Nordenskiöld.

## Liv og karriere
Nordenskiöld blev student 1896, filosofisk kandidat 1898, amanuensis ved Naturhistoriska riksmuseet i Stockholm 1906-08, 1913 intendent ved den etnografiske afdeling i Göteborgs Museum, filosofisk hædersdoktor ved Göteborgs högskola 1916, 1923 professor i etnografi ved Göteborgs högskola og medlem af "Vetenskaps- och vitterhetssamhället" i Göteborg 1918.

## Rejser
Nordenskiöld har i etnografisk øjemed foretaget resultatrige rejser i Patagonien 1899, i grænsedistrikterne mellem Argentina og Bolivia 1901—02, i Perus og Bolivias grænsetrakter 1904—05, i Bolivia 1908—09, i Bolivia og Brasilien 1913—14. Fra disse rejser har han hjembragt store samlinger, nu for største delen opbevarede i Naturhistorisk Rigsmuseum.

## Udstillinger og kongresser
På hans initiativ anordnedes i 1907 i Stockholm en righoldig etnografisk udstilling af genstande samlede af svenske missionærer i ulige verdensdele, og i forbindelse hermed blev under hans redaktion udgivet Etnografiska bidrag af svenska missionärer. I Afrika. Han var generalsekretær ved amerikanistkongressen i Göteborg 1923.

## Æresmedlemsskaber og hædersbeviser
Han var æresmedlem af 15 forskellige geografiske og antropologiske selskaber, herunder fik han i 1916 det danske Geografisk Selskabs guldmedalje. 

## Forfatterskab
Om de sydamerikanske indianerstammer, han besøgte, har han forfattet en række videnskabelige og populære arbejder, blandt andre:
- Från högfjäll och urskogar (1902),
- Indianlif i El Gran Chaco (1910; oversat til tysk 1912),
- Indianer och hvita (1911),
- De sydamerikanska indianernas kulturhistoria (1912)
- Forskningar och äfventyr i Sydamerika (1915),
- Drömsagor från Anderna (1916)
- Comparative ethnographical studies (i 3 dele, 1919-22)

Desuden har han skrevet talrige artikler, fortrinsvis i Vetenskapens akademias handlingar, "Ymer" og i en række udenlandske tidsskrifter.